# Новые Кошелеи
Но́вые Кошеле́и (чув. Ҫӗнӗ Каҫал) — деревня в Комсомольском районе Чувашской Республики. Входит в состав Комсомольского сельского поселения.

## География
Находится в юго-восточной части Чувашии, на расстоянии приблизительно 5 км на север-северо-запад по прямой от районного центра села Комсомольское.

## История
Известна с 1927 году как поселок, образованный переселенцами из села Большие Кошелеи (ныне Комсомольское). В 1930 году было 24 двора и 120 человек, в 1939—124 жителя, в 1979—143. В 2002 году было 28 дворов, в 2010 — 22 домохозяйства. В 1930 году был организован колхоз «Динамо», в 2010 году действовало ООО «Дубовка».

## Население
Постоянное население составляло 87 человек (чуваши 92 %) в 2002 году, 89 в 2010.